# Regiunea Leningrad
Regiunea Leningrad (în rusă Ленингра́дская о́бласть – Leningradskaia oblast) este o entitate federală a Rusiei (o oblastie) localizat în Districtul Federal de Nord-Vest. El a fost numit după revoluționarul bolșevic Vladimir Ilici Lenin. În interiorul său se află localizat orașul Sankt Peterburg (fost Petrograd și Leningrad), dar cele două entități sunt separate din punct de vedere administrativ.
Regiunea a fost cunoscută cu numele istoric de Ingria (până în 1927), dar conține în plus și Istmul Karelia cedat de Finlanda în 1940 după încheierea războilui de iarnă.
Aria totală a regiunii este de 84.500 km², având o populație de 1.669.205 (2002). În afară de Sankt Peterburg, Kolpino este cel mai mare oraș al regiunii, cu circa 160.000 de locuitori. Regiunea și-a păstrat numele din perioada sovietică, spre deosebire de orașul Leningrad, care și l-a schimbat, revenind la numele din perioada imperială.